# 54 Piscium b
54 Piscium b és un planeta extrasolar en òrbita al voltant de l'estel 54 Piscium. La seva massa mínima és un cinquè de la de Júpiter, i orbita al seu estel en una òrbita molt excèntrica, completant una revolució cada dos mesos, aproximadament.